# Lijst van onderscheidingen van Willem II der Nederlanden
Koning Willem II der Nederlanden (1792 - 1849) bezat de volgende buitenlandse onderscheidingen.
|    | rang                                                                            | orde                                          | land                  |
| -- | ------------------------------------------------------------------------------- | --------------------------------------------- | --------------------- |
| 1  | Grootkruis                                                                      | Legioen van Eer                               | Frankrijk             |
| 2  | Grootkruis                                                                      | Orde van het Bad                              | Verenigd Koninkrijk   |
| 3  | Commandeur                                                                      | Orde van Sint-George                          | Rusland               |
| 4  | Grootkruis                                                                      | Orde van Sint-Vladimir                        | Rusland               |
| 5  | Ridderkruis                                                                     | Orde van Sint-Andreas de Eerstgeroepene       | Rusland               |
| 6  | Ridderkruis                                                                     | Orde van St. Alexander Newsky                 | Rusland               |
| 7  | Grootkruis                                                                      | Orde van de eerste klasse van St. Anna        | Rusland               |
| 8  | Grootkruis                                                                      | Orde van de Witte Adelaar                     | Rusland               |
| 9  | Ridderkruis                                                                     | Orde van de Zwarte Adelaar                    | Pruisen               |
| 10 | Ridderkruis                                                                     | Orde van de eerste klasse van de Rode Adelaar | Pruisen               |
| 11 | Commandeur                                                                      | Orde van Maria Theresia                       | Keizerrijk Oostenrijk |
| 12 | ?                                                                               | Orde van het Gulden Vlies                     | Spanje                |
| 13 | Grootkruis                                                                      | Orde van de Württembergse Kroon               | Württemberg           |
| 14 | Ridderkruis                                                                     | Serafijnenorde                                | Zweden en Noorwegen   |
| 15 | Twee gespen (Ciudad Rodrigo, Badajoz, Salamanca, Vittoria, Pyrenees an Nivelle) | Gouden Legerkruis                             | Verenigd Koninkrijk   |